# Mount Pleasant (Spennymoor)
Mount Pleasant – wieś w Anglii, w hrabstwie Durham, blisko miasta Spennymoor. Leży 9 km na południe od miasta Durham i 368 km na północ od Londynu.